# 비테르보도
비테르보도(이탈리아어: Provincia di Viterbo)은 이탈리아 라치오주의 도이다. 도청 소재지는 비테르보이다. 면적은 3,612 km2, 인구는 321,008(2011)이다.